# بازی‌های جهانی
بازی‌های جهانی (به انگلیسی: World Games) یک رویداد چند ورزشی است که مختص ورزشهای غیر المپیکی است. این رقابت‌ها از سال ۱۹۸۱ هر ۴ سال یک‌بار توسط انجمن بین‌المللی بازی‌های جهانی و با همکاری کمیته بین‌المللی المپیک برگزار می‌شود.
برخی از ورزش‌هایی که در گذشته در این مسابقات برگزار شده‌اند، هم‌اکنون به المپیک راه یافته‌اند (مانند تریاتلون، بدمینتون، وزنه‌برداری زنان و ترامپولین) و همچنین رشته‌هایی که در گذشته در المپیک برگزار شده‌اند (مانند طناب کشی) یا از برنامه المپیک حذف می‌شوند (مانند سافتبال) می‌توانند در برنامه این مسابقات قرار گیرند.

## مسابقات
| سال  | شهر میزبان             | کشور میزبان         | ورزشکاران* / کشورها | ورزش‌ها (رسمی. /مدعو.) |
| ---- | ---------------------- | ------------------- | ------------------- | --------------------- |
| ۱۹۸۱ | سانتا کلارا، کالیفرنیا | ایالات متحده آمریکا | ۱۲۶۵/۳۴             | ۱۸/۰                  |
| ۱۹۸۵ | لندن                   | بریتانیا            | ۱۵۵۰/۳۴             | ۱۹/۴                  |
| ۱۹۸۹ | کارلسروهه              | آلمان غربی          | ۱۹۶۵/۴۴             | ۱۹/۰                  |
| ۱۹۹۳ | لاهه                   | هلند                | ۲۲۷۵/۶۹             | ۲۲/۳                  |
| ۱۹۹۷ | لاتی                   | فنلاند              | ۲۶۰۰/۷۸             | ۲۵/۵                  |
| ۲۰۰۱ | آکیتا                  | ژاپن                | ۳۲۰۰/۹۳             | ۲۶/۵                  |
| ۲۰۰۵ | دویسبورگ               | آلمان               | ۳۲۰۰/۹۳             | ۳۴/۶                  |
| ۲۰۰۹ | کائوهسیونگ             | تایوان (تایوان)     | ۳۲۳۵/۹۰             | ۲۶/۵                  |
| ۲۰۱۳ | کالی                   | کلمبیا              | ۳۸۷۰/۱۰۹            | ۳۱/۲                  |
| ۲۰۱۷ | وروتسواف               | لهستان              |                     |                       |
| ۲۰۲۱ | برمینگم                | ایالات متحده آمریکا |                     |                       |

## شکل برگزاری
رشته‌هایی که در هر دوره بازی‌های جهانی برگزار می‌شود توسط میزبان و با توجه به امکاناتی که در شهر میزبان وجود دارد، انتخاب می‌شود. ۳۲ رشته ورزشی در فهرست ورزش‌های بازی‌های جهانی قرار دارد و میزبان می‌تواند تعدادی رشته ورزشی را خارج از فهرست ورزش‌های رسمی انجمن انتخاب کرده و برگزار کند، البته مدال‌های این رشته‌ها در جدول شمارش مدال‌ها منظور نخواهد شد. تعداد رشته‌های ورزشی برگزار شده در هر دوره این مسابقات بین ۲۵ تا ۳۵ رشته ورزشی است.

## رشته‌ها

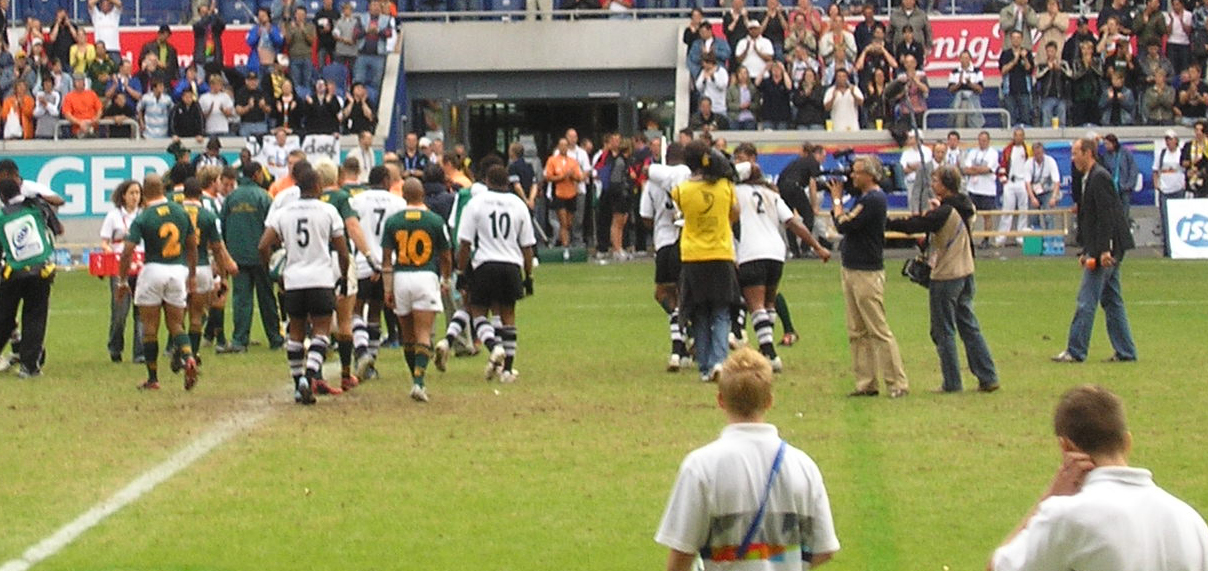
جشن پیروزی تیم ملی راگبی فیجی بر آفریقای جنوبی در بازی فینال بازی‌های جهانی ۲۰۰۵

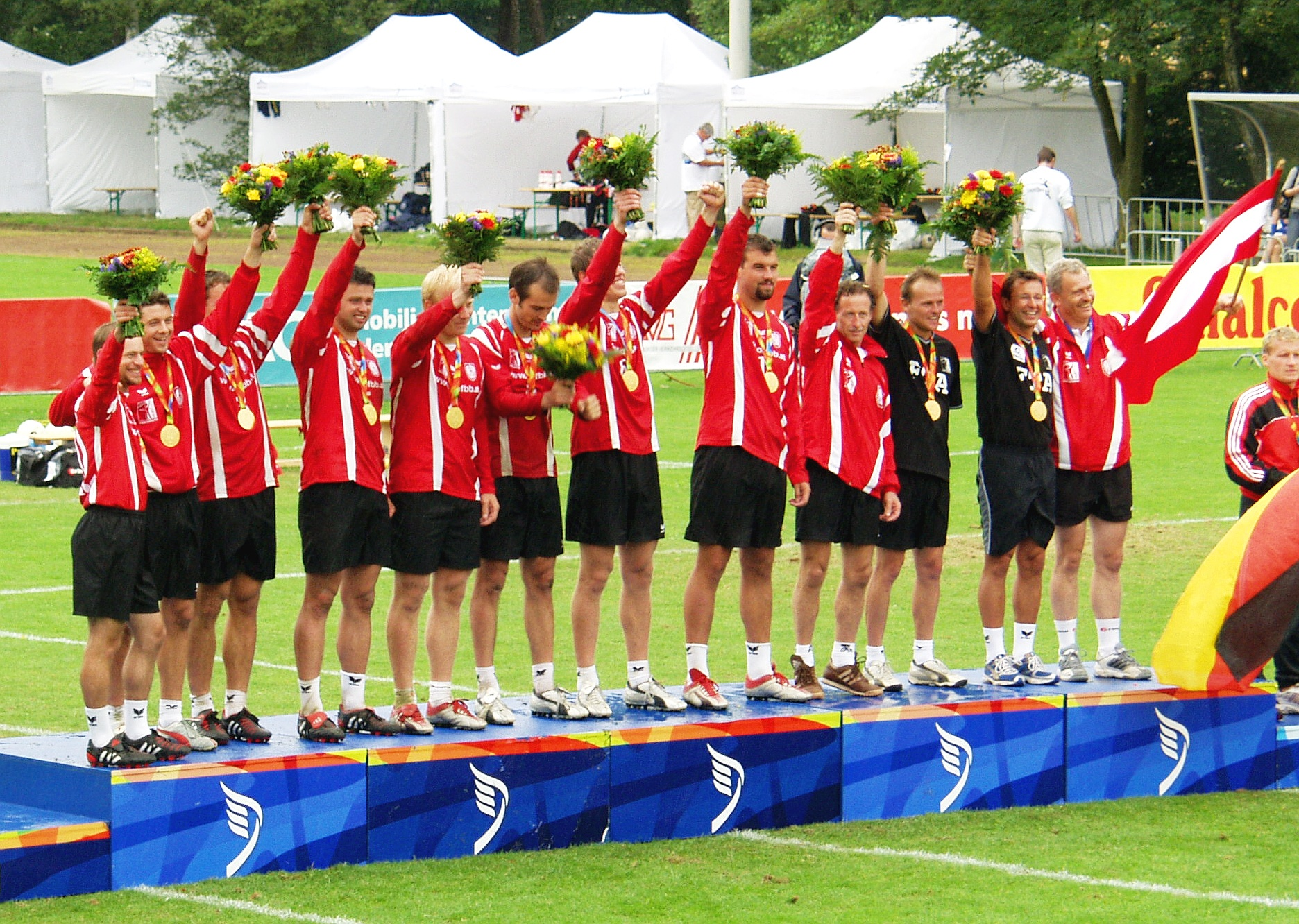
تیم ملی فیستبال اتریش بر سکوی قهرمانی بازی‌های جهانی ۲۰۰۵

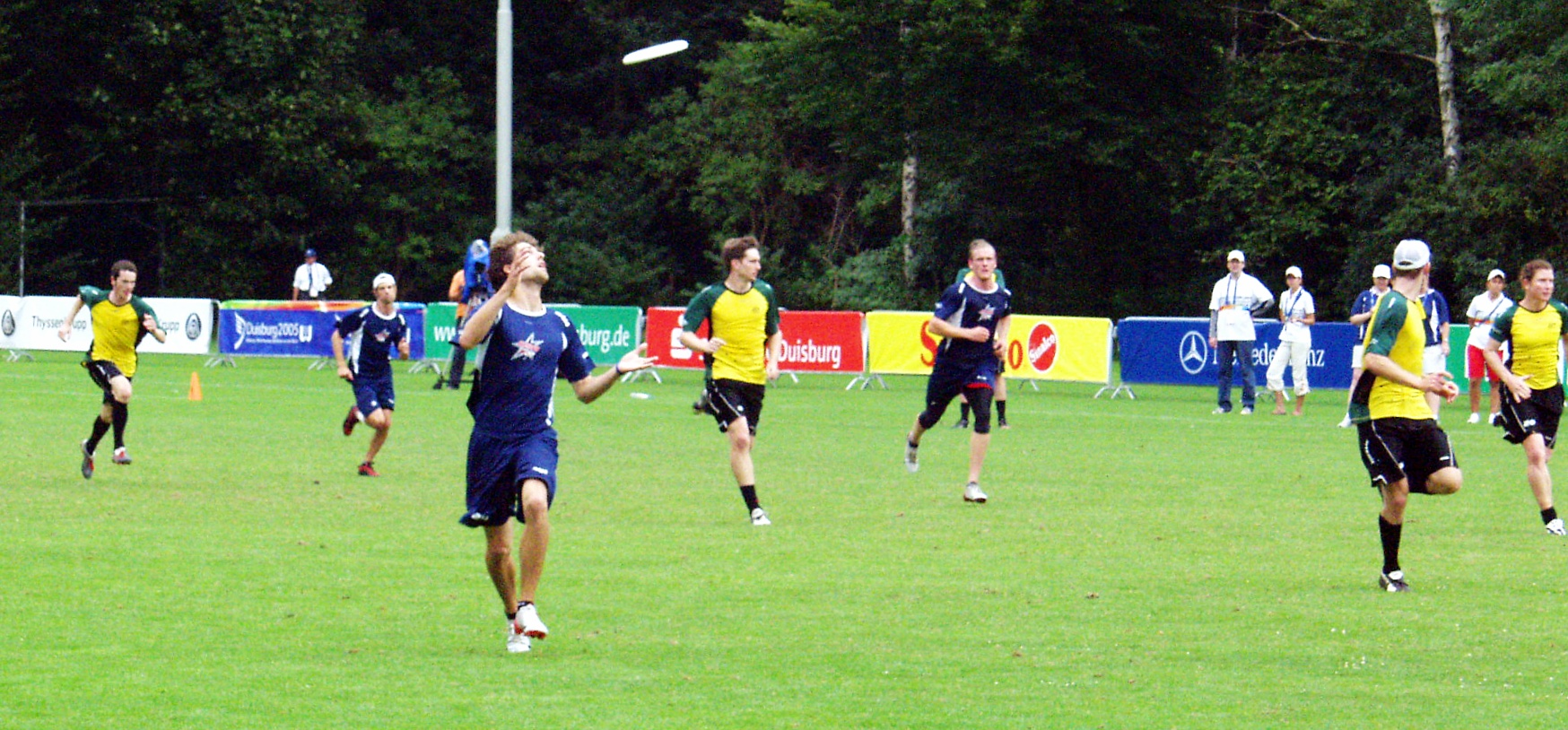
بازی فینال رشته التیمیت میان ایالات متحده آمریکا و استرالیا در بازی‌های جهانی ۲۰۰۵

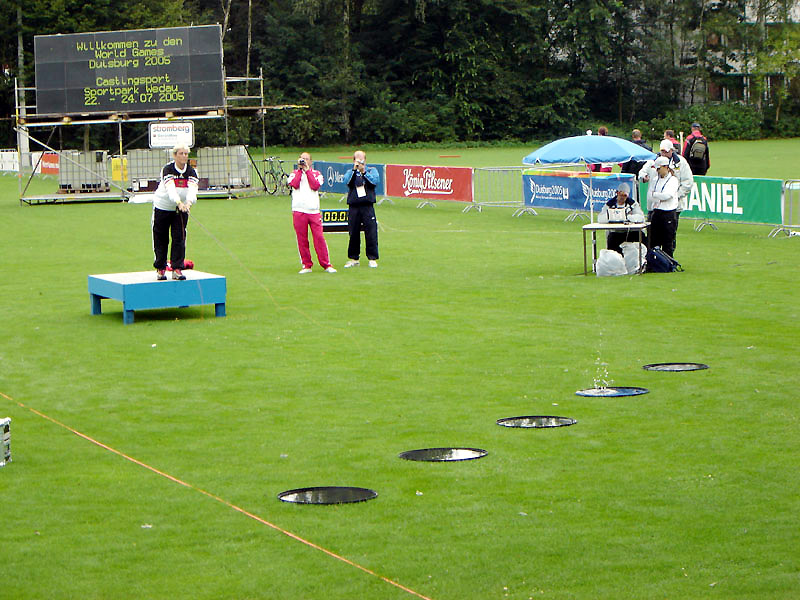
یانا مایسل از آلمان در حال مسابقه ماهیگیری در بازی‌های جهانی ۲۰۰۵

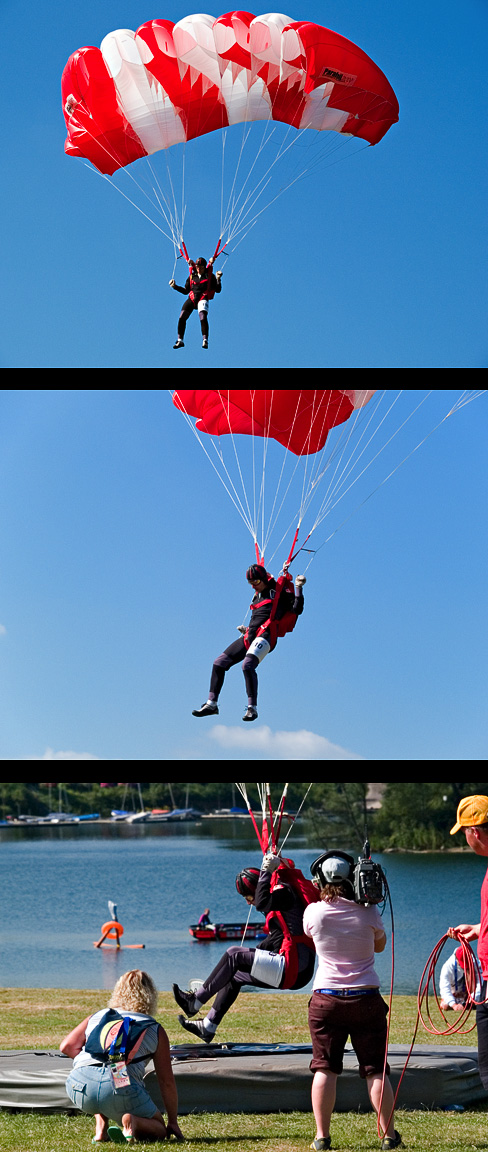
تصویری از فرود یک چترباز در بازی‌های جهانی ۲۰۰۵

- اتحادیه راگبی
  - راگبی ۷ نفره
- اسکواش
- آیکیدو
- اسکی روی آب
  - پابرهنه
  - در آب‌های خروشان
- رول‌اسکیت
- بدن‌سازی
- بشقاب پرانی (Flying disc)
- بولز (Boules)
- بولینگ
- بیلیارد
- تیر و کمان
- جوجیتسو
- جهت‌یابی (ورزش)
- راکت بال
- رقص ورزشی
  - رقص لاتین
  - رقص راکنرل
  - رقص استاندارد
- فیستبال
- ژیمناستیک
  - ژیمناستیک ریتمیک انفرادی
  - ژیمناستیک آکروباتیک
  - ژیمناستیک آیروبیک
  - ترامپولین هماهنگ
  - معلق‌زنی قدرتی
- سومو
- شنای زیر آب
- طناب‌کشی
- کاراته
- کانو
  - کانو پولو
- کوهنوردی
- کورف‌بال
- ماهیگیری
- موج سواری
- نجات غریق
  - ساحل
  - استخر
- نتبال
- ورزش‌های هوایی
- پاورلیفتینگ
  - پرس سینه
  - لیفت
  - اسکات
- هندبال
  - هندبال ساحلی
- هاکی
  - هاکی داخل سالن